# 車内信号

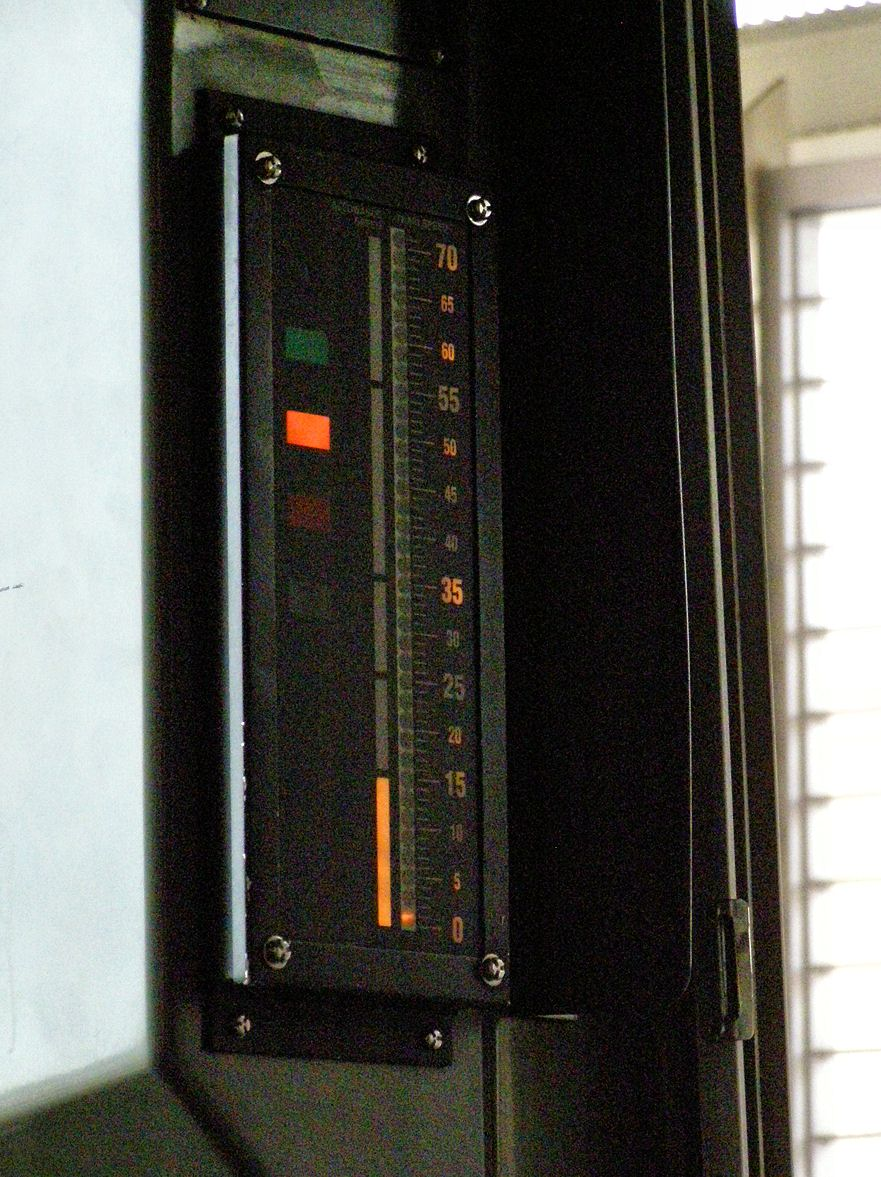
シカゴ・Lで用いられている車内信号。中央の垂直な光が、列車の現在いる区間で許容される最高速度を示す。

車内信号（しゃないしんごう。英 : Cab signalling）とは、鉄道の信号保安設備で、進路の開通状況を運転台（キャブ）に伝送して運転士が見ることができるようにしたものである。車上信号（しゃじょうしんごう）と呼ぶこともある。単純なシステムでは、単に路側の信号機の現示（緑・橙黄・赤など）を表示するだけであるが、より洗練されたシステムでは許容速度、近隣を走行中の他の列車の位置、その他の線路の開通状況に関する動的な情報を表示する機能を持っている。現代のシステムでは、速度を制御する装置（例えばATC）が車内信号に組み合わせられて用いられ、運転士に危険を警告したり、その警告を運転士が無視した場合に自動的にブレーキを掛けたりするようになっている 。車内信号のための伝送技術は、コード軌道回路を用いたものからトランスポンダを用いてコミュニケーションベースの列車制御を実現しているものまである。

## 概要
信号システムの主な目的は、列車間に十分安全な距離をおき、速度制限を守らせることである。車内信号は、進路の脇や上に設置されて列車の動きを指示する路側信号機の改良として登場した。当初の車内信号は、単に路側信号機の現示を中継しているだけであったが、現代の車内信号では速度制御装置と組み合わせられて自動的に列車を止める機能を有している。
車内信号は当初実験的にイギリスで1910年代に、アメリカ合衆国で1920年代に、オランダで1940年代に用いられていた。日本、アメリカの北東部、イギリス、フランス、ドイツなどで運行されている高速鉄道では、車内信号を用いることが基本となっている。ただしそれぞれで方式は異なっている。
インターオペラビリティを改善する目的で、ヨーロッパでは国際規格としてERTMS（European Rail Traffic Management System）の開発が行われている。ERTMSの自動列車保安装置であるETCS（European Train Control System）は、それ以前から用いられているヨーロッパ各国の信号システムを機能的に取り込んだ仕様になっている。ドイツのIndusi、スイスのLZB、イギリスのTPWS、フランスのTVMなどは若干の変更を加えることでETCSと同等の機能を発揮することができる。
北アメリカでは、ペンシルバニア鉄道（Pennsylvania Railroad）とユニオン・スイッチ・アンド・シグナル（US&S: Union Swtich & Signal）が開発した商用周波数のコード軌道回路を用いて伝送する車内信号が北東部でのデファクトスタンダードとなっている。マサチューセッツ湾港湾局（MBTA）レッドラインやロンドン地下鉄ヴィクトリア線など、多くの高速大量輸送システムでこのシステムの改良版を使用しており、日本の新幹線で用いられた初代の信号システムの基礎にもなっている。
なお、日本においては車内信号とはその名の通り運転台に信号を現示する機能の事を指し、それによる保安装置がなくても現示が表示できれば車内信号と呼ぶ。一方で地上から伝送された情報に基づいて動く保安装置があっても、運転台に信号を現示する機能がない場合には車内信号とは呼ばない。しかし、地上から車上へ信号現示を伝送するという機能に着目して、どのような形であれ車上に情報を伝送して保安装置が動作するのであれば車上信号であるとみなす場合もあり、以下の記事ではその解釈に基づいて単なる保安装置に関する記述も含んでいる。

## 車内信号システムの種類
従来の信号システムでは、運転士は路側の信号機の現示を確認して、それに基づいて運転しなければならない。この方式は人間のミスに弱く、現示を見落としたり無視したりすれば事故を招く。また、システムが危険を明確に回避するようになっていないため、「受動的な」システムであるとも言える。車内信号は、停止現示の信号機に接近すると自動的にブレーキが掛かるため、安全に対して能動的なシステムである。このため、安全性を人間に頼る度合いが軽減される。

### 点制御・連続制御・PTC
車内信号システムには3つの種類がある。
- 路側信号機に点制御の警報・制御装置を組み合わせたもの
- 連続制御の運転台の信号表示と速度制御装置
- PTC（Positive Train Control）やその他の新しい技術を用いたシステム

典型的には、車内信号システムと言う場合には、連続制御の運転台での信号表示と速度制御装置のことを指す。しかし路側信号機に点制御の警報・制御装置を組み合わせたものも、広義には車内信号の一部とみなすことができる。

#### 点制御
点制御のシステムでは、接近している信号機の現示情報を列車に伝送し、その現示に基づく制限を強制する。最も基本的な制限装置は基本的な自動列車停止装置（ATS: Automatic Train Stop）であり、停止信号を冒進した場合に自動的にブレーキを掛ける。鉄道ではかなり昔から使用されてきた。幹線では、高速で走行していることとブレーキの減速度が低いことから、ATSによるブレーキは非効率である場合があり、その代わりに減速の必要な信号現示に接近すると警報を出すようにしているシステムもある。運転士が警報を無視すると、一定時間後にブレーキが動作する。警報が運転士に確認されると、後は列車を安全に運転する責任は運転士にある。
このシステムでは、運転士が警報を確認しながら減速動作に失敗する危険性があるということは明白である。この危険性に対処するために、停止現示の信号機に対する減速を強制し、冒進した場合には非常制動を掛けるような、ドイツのPZB 90やイギリスのTPWS（Train Protection Warning System）などの新型のATSが開発されてきた。ニュージャージー・トランジット（New Jersey Transit）の通勤路線で用いられているASESのような最新のシステムでは、路側のトランスポンダからより複雑な情報を列車に伝送するようになっている。衝突の危険性はかなり減らされているが、それでも完全になくなっているわけではない。これらのシステムは、人間のミスによる衝突をほぼ完全に防止できる連続的な路側 - 車内通信ベースのシステムに対する費用面での妥協となっている。

#### 連続制御
連続制御のシステム（一般的には自動列車制御装置（ATC: Automatic Train Control）と言われる）では、レールや線路脇に敷設されたループ回線を用いて連続的な路側信号システムと車上の通信を実現している。アメリカで最も一般的に用いられているシステムは、コード軌道回路を利用して車上に情報を伝送して、次の信号機の現示を運転台に表示するものである。車上の速度制御装置により、その信号機を通過するまでに信号現示に対応した速度になるように制御される。しかしながら従来のシステムでは、列車の現在位置と次の信号機までの距離を正確に求める方法がなかったので、停止現示の信号機の手前に正確に止めることはできなかった。ドイツのLZBやフランスのTVMなど、より新しいATCシステムではそれができるようになっている。LZBとTVMは高速鉄道新線に適用されている。アメリカでは、トランスポンダベースのACSESが完全な停止機能と、北東回廊（NEC: NorthEast Corridor）での線形による速度制限に対応した機能を持っている。

#### PTC（Positive Train Control）
PTC（Positive Train Control）は、前述の最新のATCの持っている機能に加えて追加の機能をより低いコストで提供するための、北アメリカでの列車制御技術のことである。
PTCでは、指令センターと列車の間を無線通信技術で結んで、コストの掛かる路側設備を削減している。このようなシステムはコミュニケーションベースの列車制御（CBTC: Communication Based Train Control）として知られている。CBTCは、従来の閉塞や連動装置の代わりになる様々な装置で構成されており、GPSや慣性航法装置など従来とは異なる列車位置検出手段や、デジタル無線による列車間・路側装置（分岐器や踏切など）・運転指令員や指令センターとの交信などが含まれている。
これらのシステムは、次第に都市高速交通システムにおいて導入が進められており（ニューヨークのカナージー線（Canarsie Line）での試験など）、都市間の幹線でも試験が行われている。しかしながら未だに技術的に成熟しておらず、開発中か試験段階に留まっている。

### 情報伝送
車内信号システムでは、地上から車上への情報伝送手段が必要となる。情報伝送手段としては以下のようなものがある。
- 機械的伝送
- 磁気伝送
- 電流伝送
- 電磁誘導伝送
- コード軌道回路

#### 機械的伝送
最も基本的な車内信号システムは、地上の装置と列車との機械的な接触によるものである。ニューヨーク市都市交通局やロンドン地下鉄などのいくつかの路線で現在でも使用されている、打子式ATSと呼ばれているものである。停止信号が現示されると、線路脇に備えられている打子と呼ばれるアームが立ち上がる。列車の台車には非常ブレーキのバルブが備えられている。停止現示の信号機を冒進すると、打子が非常ブレーキのバルブを開いて非常停止させる。
この方式のATSも、原始的なものではあるが車内信号の一種と言える。この方式では停止と進行の2現示しか存在しない。速度の制御はできず、運転台への信号の表示をせず、また実際に列車が信号を冒進してからでなければブレーキを動作させないが、それでもこのシステムがない場合に比べるとはるかに安全なものである。

#### 磁気伝送
機械的伝送手段の変形として、磁界が存在しないことを利用して停止現示を伝送するシステムがある。2003年までイギリスの鉄道で標準として用いられていた、自動列車警報装置（AWS: Automatic Warning System）は、磁気的に情報を伝送するシステムの例である。
AWSでも、2現示式のシステムとなっている。しかしながら、AWSでは強制的な列車の停止はできず、単に警報を出し、確認動作を怠ったときのみに列車が停止するものである。AWSを導入したことにより、イギリスの鉄道での多くの事故を防ぐことができたが、完全に信号冒進を防ぐことはできなかった。高速で信号冒進して事故につながる例が1997年以降続出したため、イギリスの鉄道では細かい速度照査をすることができる新しいTPWSに標準を更新した。

#### 電流伝送
磁気伝送システムは、機械的伝送システムに比べれば磨耗の問題がないため好ましい。しかし20世紀初頭に、イギリスのグレート・ウエスタン鉄道では電気的な方式をテストした。これは、レールの間に長い棒を設置して、進行現示である時にはバッテリーにより供給された電流が流れるシステムであった。

#### 電磁誘導伝送
電磁誘導伝送システムは、単純な磁界の存在に頼って伝送するシステムよりさらに進歩しているものである。この方式では、各信号機やその中間の必要とされる場所に地上子や誘導ループ線を設置する必要がある。誘導コイルが電磁界を変化させて列車に情報を伝送する。電磁波の周波数により異なる意味が割り当てられている。
電磁誘導伝送システムとしては、ドイツのIndusiやイギリスのTPWSなどの例がある。

#### コード軌道回路
コード軌道回路を用いるシステムは、本質的にはレールを情報送信機として利用する電磁誘導式システムである。コード軌道回路により標準の軌道回路の機能である列車の位置検知と、信号現示の連続的な列車への伝送の両方を実現している。この方式により、地上子を設置する必要がなくなっている。
コード軌道回路を用いたシステムの例としては、ペンシルバニア鉄道（Pennsylvania Railroad）の標準システムやロンドン地下鉄のヴィクトリア線、マサチューセッツ湾港湾局（MBTA）レッドラインのものがある。可聴周波数（AF: Audio Frequency）軌道回路も、ハドソン-バーゲン・ライトレール（HBLR: Hudson-Bergen Light Rail）やニューアーク・ライトレール（Newark Light Rail）などで利用されている。可聴周波数軌道回路は、従来の商用周波数軌道回路に比べて情報の伝送と受信にデジタル信号処理技術を多用し、より安く単純に設計し実装することができる。

### 車内信号システムの分類
| 点制御、単一現示 | 点制御、複数現示                                                                     | 連続制御 |
| --- | ------------------------------------------------------------------------------------ | --- |
| グレート・ウエスタン鉄道（イギリス）（レディング（Reading） - ロンドン間に1910年、その他の本線には1930年までに導入） | Indusi I-60R（1960年）、I-90（アルカテル 6641）                                      | ペンシルバニア鉄道、ルイスタウン（Lewistown）試験導入（1923年）、北東回廊（1930年代）、速度制限強制機能は1950年代に付加 |
| 打子式ATS: ニューヨーク市都市交通局、MBTAレッドライン                                                                | イギリス国鉄ウェスタンリージョンATP（Advanced Train Protection）システム（1970年）   | ゼネラル・レールウェイ・シグナル（General Railway Signals）社製ATS、1960年代にシカゴ&ノース・ウェスタン鉄道（CNW: Chicago & North Western）、アッチソン・トピカ・アンド・サンタフェ鉄道（ATSF Aitchson Topeka & Santa Fe）、ニューヨーク・セントラル鉄道（NYC: New York Central）などに導入 |
| イギリス国鉄AWS | イギリス国鉄TPWS                                                                     | 可聴周波数コード軌道回路、ニューアーク地下鉄（Newark City Subway）やハドソン-バーゲン・ライトレールに導入 |
| オタワのOトレイン用Indusi、東ドイツのIndusi PZBとI-54（1954年）                                                      | ブルガリア アルカテル 6413                                                           | ペンシルバニア鉄道/ロングアイランド鉄道（Long Island Rail Road）自動速度制御（Automatic Speed Control）（1953年）、アムトラックショアー線（Shore Line）ACSES（1997年、PRRパルスコードを使用）、メトロ・ノースとニュージャージー・トランジットの通勤路線でも同様のシステムを導入             |
| ニュージャージー・トランジットリバーライン 磁気列車停止装置（Magnetic Train Stops）                                  | インド・アンサルド試験線                                                             | ロンドン地下鉄ヴィクトリア線（PRR関連のシステム） |
| | フランス国鉄のKVBシステム - KVB : Contrôle Vitesse par Balise （地上子方式速度制御） | フランス国鉄のTGVではTVM-300とTVM430を使用。軌道回路方式。TVM : Transmission Voie-Machine （線路-列車伝送） |
| |                                                                                      | シカゴ交通局（CTA: Chicago Transit Authority）、マサチューセッツ湾交通局（1980年代から1990年代）、WMATAの自動列車運転（ATO）、PATCOのATO（1969年）、バートのATO（1975年） コード軌道回路方式                                                                                                |
| |                                                                                      | フロリダ・イースト・コースト鉄道（Florida East Coast Railway）速度制御機能付き車内信号を本線で使用 |

## アメリカでの車内信号システム
アメリカ合衆国での車内信号システムは、州際通商委員会（ICC: Interstate Commerce Commission）が1922年に出した、自動列車保安装置のない列車は80マイル毎時以上出してはいけないという規制によって推進された。アッチソン・トピカ・アンド・サンタフェ鉄道やニューヨーク・セントラル鉄道のようないくつかの大鉄道会社は、点制御の電磁誘導式自動列車保安装置を導入することによりこれに対応しようとしたが、ペンシルバニア鉄道では運転の効率性を改善できる可能性を見出して、最初の連続制御車内信号システムを導入した。
ペンシルバニア鉄道の導入に対応して、ICCは他の大鉄道会社に対して、少なくとも1つの地域では連続制御車内信号技術を試験的に導入して、技術の比較と運用の経験を積むように指令を出した。指示を受けた鉄道会社はあまり乗り気ではなく、ほとんどの会社ではその会社内で孤立した路線や交通量の少ない路線に導入することで、車内信号に対応した設備を搭載しなければならない機関車の数を減らせるようにした。
鉄道会社の中には、ペンシルバニア鉄道では拒否された電磁誘導式のループコイルを使ったものを選択したところもあった。セントラル・レールロード・オブ・ニュージャージー（サザンディビジョンに導入）、レディング鉄道（アトランティック・シティ本線（Atlantic City main line）に導入）、ニューヨーク・セントラル鉄道などである。シカゴ・アンド・ノース・ウェスタン鉄道（Chicago Northwestern）とイリノイ・セントラル鉄道（Illinois Central）は、2現示式のシステムをシカゴの郊外路線のいくつかに導入した。この車内信号では進行か制限かの情報を表示した。さらにシカゴ・ノースウェスタンは、エルムハースト（Elmhurst）と西シカゴの間の路線では中間の信号機を撤去して、車内信号だけに頼って運行するということも行った。
ペンシルバニア鉄道のシステムは、大規模に導入された唯一のものであったため、アメリカにおいてデファクトスタンダードとなり、現在用いられている車内信号システムはほぼこの方式である。近年、コミュニケーションベースの技術を利用して、路側設備や関連する従来の信号システムに関するコストを削減し、速度制限を強制し完全な停止を実現し、踏切の障害などにも対応する新しい車内信号方式が出現している。
新型の車内信号システムの最初のものとしては、ニュージャージー・トランジットが交通量の少ないパスカック・バレー線（Pascack Valley Line）に試験目的でGP40PH-2形ディーゼル機関車を使って導入した速度制御システム（SES: Speed Enforcement System）がある。SESでは、トランスポンダを路側の閉塞信号機に取り付けて信号現示の速度を強制するようになっている。SESは、警報を出して運転士がブレーキを掛けるような猶予を与えずにただちにブレーキを自動的に作用させるようになっている。SESは2007年に、ペンシルバニア鉄道式の車内信号システムに更新されてパスカック・バレー線から撤去された。
アムトラックは、ACSES（Advanced Civil Speed Enforcement System）と呼ばれるシステムをアセラ・エクスプレスに導入することを決定した。ACSESは、従来のペンシルバニア鉄道式車内信号のオーバレイとして導入され、SESと同じ方式のトランスポンダを使ってカーブやその他の線形上の速度制限を強制する仕組みになっている。車上の信号装置がパルスコードの信号機の現示速度とACSESの線形による制限速度を処理して、より低い方を適用する。ACSESでは絶対信号機の手前で完全に列車を停止させる機能を有し、さらに停車した機関車からデータ通信無線で送られた信号により、運転指令員がその信号機の現示を操作することができるようになっている。後にこれは車内信号装置のディスプレイ上に「停止現示解放」ボタンを設ける方式に変わった。ACSESはボストン - ワシントンD.C.間の北東回廊に徐々に導入が進められているが、使用されるのはたいていの場合高速列車のみである。

## ペンシルバニア鉄道のパルスコード式車内信号システム

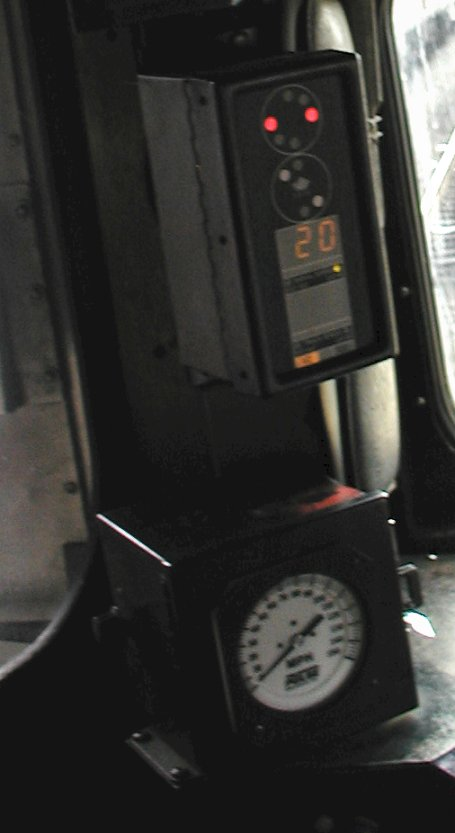
現代のアムトラックの車内信号装置。色灯化配列信号を表示している。この装置はACSESオーバレイに対応しており、20マイル毎時の速度制限を表示している。

1920年代にペンシルバニア鉄道によって導入された車内信号システムが最初の広く使用された車内信号装置であり、北アメリカにおいて今でも広く用いられている。この方式は、レールに流される電気信号に基づいて機関車の運転台に連続的に信号現示を表示するようになっている。技術はペンシルバニア鉄道と関係の深い、ユニオン・スイッチ・アンド・シグナルによって開発された。
最初の試験導入はサンバリー（Sunbury）とルイスタウン（Lewistown）の間で行われ、線路に3つの現示（制限、接近、進行）に対応した誘導ループ線を設置して、60Hzの商用周波数の信号を流すようにした。試験導入では路側の閉塞信号機を外して車内信号だけに頼って運転するということも行われた。ペンシルバニア鉄道ではもう1つのループ式システムをノーザン・セントラル線のボルチモア（Baltimore）とハリスバーグ（Harrisburg）の間に1926年に導入し、こちらでは100Hzの信号電流を使った。
1927年にペンシルバニア鉄道は、誘導ループの代わりにパルスコードを使った新しい車内信号の試験を開始した。100Hzの信号電流のパルスがレール面から数インチの高さで先輪の前にあるセンサーで電磁誘導により検出されるようになっていた。コードは180ppmでCLEAR、120ppmでAPPROACH MEDIUM、75ppmでAPPROACH、0でRESTRICTINGを表す。パルスの周波数は、信号の反射で生じる高調波成分が誤現示を引き起こさないように、どの現示でも他の現示の周波数の倍数にならないように選択されている。このシステムは、信号電流が絶たれるとRESTRICTINGとなるので、フェイルセーフ性がある。コードは閉塞区間の先端から列車に向かって送信されるようになっており、これによりレールが破損したり他の列車が閉塞区間に進入したりすると、コードが途絶えて車内信号がRESTRICTINGになるようになっている。

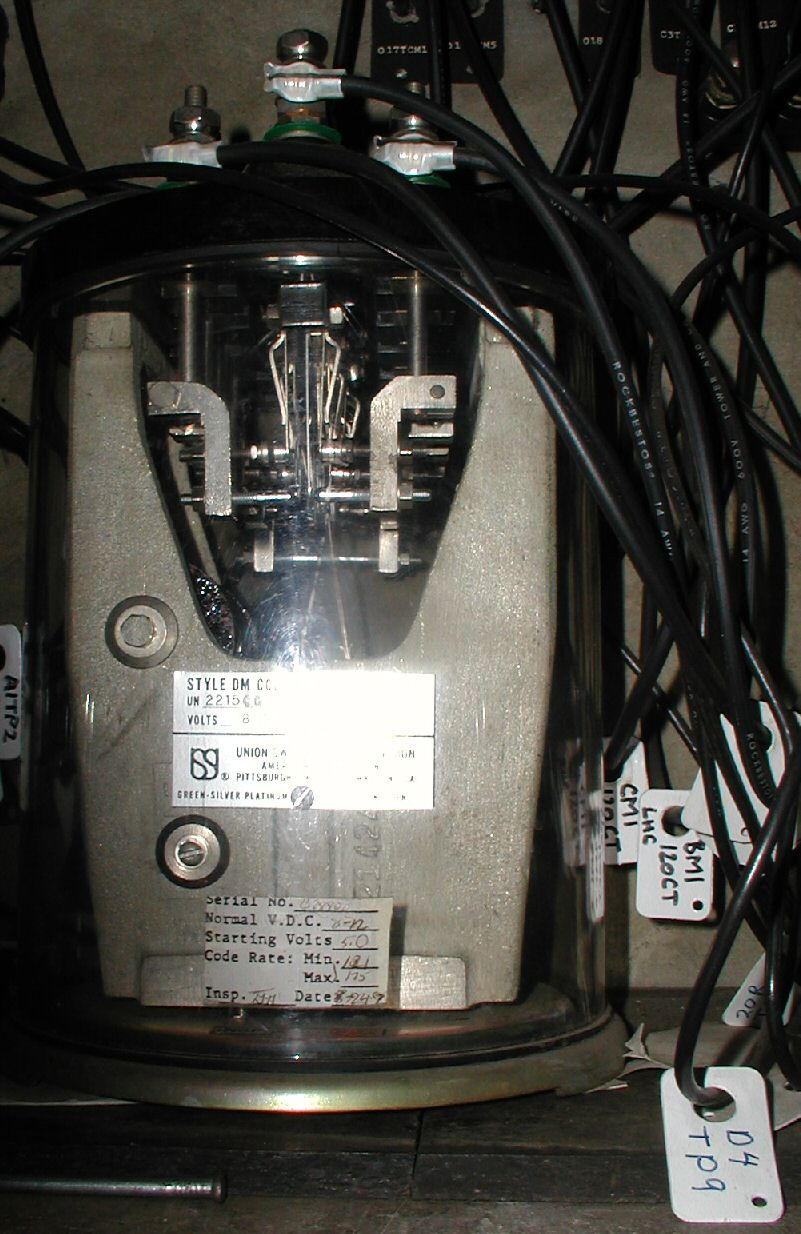
US&Sの180ppm用電磁パルスコード発生装置

当初は、車内信号装置はATSのように動作して、信号現示が変化すると運転士がそれに対応して自動ブレーキが動作する前にブレーキを掛けることができるようになっていた。後に旅客用の機関車ではATCのように常に速度制限を強制するように改修された（APPROACH MEDIUM 45mph、APPROACH 30mph、RESTRICTING 20mph）。
時間をかけてペンシルバニア鉄道は車内信号システムを東部の鉄道路線に、ピッツバーグからフィラデルフィアまで、ニューヨークからワシントンまで導入した。電化が行われるに至り、レールに流れる帰線電流の25Hzの高調波成分を避けるためにコードの周波数は91と3分の2Hzに変更しなければならなかった。
このシステムは後にコンレール（Conrail）やアムトラックなど、ペンシルバニア鉄道の走っていた地域で通勤路線を運行している多くの鉄道会社に引き継がれた。車内信号システム区間を走る列車は全て装置を備えていなければならないため、これらの鉄道会社の機関車はほとんどが車内信号装置を備えている。インターオペラビリティの問題から、ペンシルバニア鉄道式の4現示車内信号システムはデファクトスタンダードとなっており、新たに導入される車内信号システムのほとんど全てがこのシステムを使うか、その互換のものとなっている。

### ペンシルバニア鉄道式4現示車内信号システムを使用している路線
- アムトラック北東回廊線
- アムトラック ハリスバーグ線（Harrisburg Line）
- アムトラック スプリングフィールド線（Springfield Line）
- アムトラック ミシガン線（Michigan Line）
- アムトラック ショアー線（Shore Line）（ニュー・ヘイヴン（New Haven）からプロヴィデンス（Providence）までは路側信号機なし）
- ノーフォーク・サザン鉄道（Norfolk Southern） ピッツバーグ線（Pittsburgh Line）
- ノーフォーク・サザン鉄道 コネモー線（Conemaugh Line）（路側信号機なし）
- ノーフォーク・サザン鉄道 モリスヴィル線（Morrisville Line）（路側信号機なし）
- ノーフォーク・サザン鉄道 フォート・ウェイン線（Fort Wayne Line）（コンウェイ・ヤード（Conway Yard）からアライアンス（Alliance）まで路側信号機なし）
- ノーフォーク・サザン鉄道 クリーブランド線（Cleveland Line）（アライアンスからクリーブランドまで路側信号機なし）
- CSXトランスポーテーション ボストン線（Boston Line）（路側信号機なし）
- CSXトランスポーテーション ハドソン線（Hudson Line）
- CSXトランスポーテーション ランドオーバー線（Landover Line）
- CSXトランスポーテーション リッチモンド・フレデリクスバーグ・アンド・ポトマック線（Richmond, Fredericksburg and Potomac Railroad）（従来は60HzのRF&P車内信号を使用）
- ニュージャージー・トランジット全線
- メトロ・ノースのハドソン川以東全線（路側信号機なし）
- メトロポリタン・トランスポーテーション・オーソリティ スタテンアイランド鉄道（閉塞信号機には使用せず）
- マサチューセッツ湾交通局 オールド・コロニー線（Old Colony Line）（路側信号機なし）
- 南東ペンシルベニア交通局 本線
- 南東ペンシルベニア交通局 エアポート線
- 南東ペンシルベニア交通局 チェスナット・ヒル・ウェスト線（Chestnut Hill West Line）
- 南東ペンシルベニア交通局 ネッシュアミティ線（Neshamity Line）
- 南東ペンシルベニア交通局 フォックス・チェース線（Fox Chase Line）

### 関連するパルスコード式システム
- ロングアイランド鉄道 Automatic Speed Control ロングアイランド鉄道はかつてペンシルバニア鉄道の子会社であったため、同じようなシステムを採用しているのは不思議なことではない。ロングアイランド鉄道はメトロポリタン・トランスポーテーション・オーソリティに1968年に買収されるまでペンシルバニア鉄道と同じ車内信号装置を使っており、その後それにわずかに変更を加えたASCシステムに移行した。ASCでは270ppmと420ppmの2つのコードを追加し、車上の信号表示装置を制限速度表示装置に取り替えている。追加のコードは50マイル毎時と60マイル毎時の制限に使われており、カーブや高速分岐器、短い閉塞区間などで現示される。

- シカゴ・バーリントン・アンド・クインシー鉄道 オーロラ線車内信号 シカゴ・バーリントン・アンド・クインシー鉄道（CB&Q: Chicago, Burlington and Quincy）のオーロラ（Aurora）までの通勤路線では、ペンシルバニア鉄道と同じシステムが用いられているが、異なるルールで運用されており、ルートシグナル方式に部分的に基づく信号システムに対応するために路側の現示が用いられている。今日でも運用中である。

- ユニオン・パシフィック鉄道 Automatic Train Control ユニオン・パシフィック鉄道（Union Pacific）は、ペンシルバニア鉄道式の技術をシカゴとワイオミング間の本線のほとんどと関連するいくつかの路線に近年導入した。CB&Qと同じように、同じシステムを異なるルールで運用しており、部分的にはルートシグナルに基づいた路側信号機の現示が用いられている。

- メトラ・ロック・アイランド Automatic Train Control ロック・アイランド線ではその全盛期の時代からペンシルバニア鉄道式の車内信号システムが使われている。ジュリエット（Joliet）からシカゴまでのメトラの区間のロック・アイランド地区で用いられている。

- Rapid Transit Lines 多くの都市高速交通路線では1990年代までにパルスコード式車内信号システムを導入して建設、または既存信号システムから置き換えた。都市高速交通路線では0のコードを完全な停止指示として取り扱うのでフェイルセーフである。フィラデルフィアのPATCOやSEPTA、ボルチモアメトロ、マイアミ・デードメトロレールなどで用いられている。パルスコード式の技術は都市鉄道では次第に可聴周波数式の技術に取って代わられつつある。

## PTC（Positive Train Control）
PTC（Positive Train Control）は、車内信号システムにオーバレイとして導入したり、それを完全に置き換えたりすることができるシステムである。PTCに含まれるシステムは、ゼネラル・エレクトリック社がミシガン州のシカゴ - デトロイト間に導入したITCS（Incremental Train Control System）と、イリノイ州のシカゴ - セントルイス間でテストされているNAJPTC（North American Joint Positive Train Control）がある。ITCSは2002年から90マイル毎時（145km/h）での営業運転を開始している。他には、アラスカ鉄道のCAS、CSXトランスポーテーションのCBTM、BNSF鉄道のETMSなどがある。

## 可聴周波数（AF）軌道回路
パルスコード式軌道回路では1分間あたりのパルスの数をカウントするのに対し、可聴周波数（AF: audio frequency）軌道回路では、2000Hzから20000Hz程度の信号周波数を使用する。パルスコードが数マイル程度伝達するのに対し、可聴周波数は周波数が高いために減衰が速く、数百フィートから数千フィート程度しか伝達しない。しかしながらこれは、閉塞区間の長さにしっかり合わせた周波数を選択することで、軌道回路の絶縁をなくすことができるという利点がある。列車頻度が高く閉塞長が短い都市高速鉄道やライトレールシステムなどのシステムでは、これにより絶縁継ぎ目やインピーダンスボンドの数を減らすことができて、大きなコストダウンにつながる。
標準の軌道回路と全く同じように、可聴周波数軌道回路でも列車の位置検知機能と車上への信号現示の伝送を行える。車上装置は可聴周波数の伝送周波数から信号現示の情報を取り出して、列車制御装置によって警報を出したり列車の速度を自動的に調整したりする。